# Межадорське сільське поселення
Межадо́рське сільське поселення (рос. Межадорское сельское поселение) — муніципальне утворення у складі Сисольського району Республіки Комі, Росія. Адміністративний центр — село Межадор.

## Населення
Населення — 698 осіб (2017, 667 у 2010, 788 у 2002, 930 у 1989).

## Склад
До складу поселення входять такі населені пункти:
| Населений пункт   | Населення, осіб (1989) | Населення, осіб (2002) | Населення, осіб (2010) |
| ----------------- | ---------------------- | ---------------------- | ---------------------- |
| Малешор, присілок | 107                    | 105                    | 68                     |
| Межадор, село     | 147                    | 93                     | 65                     |
| Тидор, присілок   | 125                    | 122                    | 96                     |
| Утога, присілок   | 24                     | 14                     | 7                      |
| Шорсай, присілок  | 412                    | 380                    | 380                    |
| Ягдор, присілок   | 115                    | 74                     | 51                     |